# 每日新报
《每日新报》是天津日报报业集团旗下报纸，创刊于2000年1月1日，是天津市唯一的都市早报。原为1994年3月15日创刊的《北方市场导报》。2004年12月31日，《每日新报》成功出版516版，创造了中国报纸单日版量的最高纪录。2011年4月推出周末版《新报星期六》。2024年12月27日，《每日新报》宣布于2025年1月1日起休刊。